# Andira frondosa
Andira frondosa là một loài thực vật có hoa trong họ Đậu. Loài này được C.Mart. miêu tả khoa học đầu tiên.